# 連珍羚
連珍羚（1988年1月31日—），臺灣柔道選手，2014年成為台灣柔壇第一位旅日職業選手；2015年成為臺灣柔道史上的第一面國際柔道大獎賽金牌得主；在2016年里約奧運會女子57公斤級柔道比賽獲第五名，當時創下臺灣柔壇在奧運最佳成績。

## 經歷
連出生於新北中和，父親是新竹市警察局副局長連金河，一家四個兄弟姊妹都是柔道及運動好手。連珍羚也喜歡排球、籃球等球類競技。小學就讀錦和國小，為了不想參加校學早自習課，於是參加運動社團開啟柔道生涯。錦和高中時期的連珍羚，擔任亞青選手而赴日本集訓，原先「一度覺得自己有柔道天分，到日本才赫然發現完全不是這麼回事。」後來有留學機會，原本不懂日文的連珍羚，就在就讀國立體大二年級時放棄臺灣學業，2008年到日本山梨學院大學就讀並接受完整柔道訓練、成為該校史上第一位柔道隊外籍隊長，畢業前獲柔道隊簽約，成為台灣柔壇第一位旅日職業選手。連自嘲，在日本公司的職業隊，也常有人跟她說她沒天份，「同學都會笑我，怎麼會跑來練柔道。」
她2014年仁川亞運右手脫臼、2015年杜塞爾多夫大獎賽頭部腦震盪，後來在2015年布達佩斯柔道大獎賽中以四連勝摘下臺灣柔道史上的第一面大獎賽金牌，另外在2015年布拉格歐洲柔道公開賽（European Open Prague 2015）中也以四連勝贏下優勝。

## 2016奧運
連珍羚以世界排名第13名，獲女子57公斤級奧運參賽資格，曾在2016年6月一次大獎賽擊敗2012倫敦奧運金牌得主松本薰；但2016年8月奧運賽中，對戰倫敦奧運金、銀、銅牌三位強將，在銅牌敗部復活戰中敗給松本薰，終獲第五名而未能為臺灣拿下第一面柔道奧運獎牌，但仍創下臺灣柔壇在奧運的最佳成績。連在賽後說「差一步，就能為台灣柔道創造歷史。...已把實力全部發揮出來，沒有遺憾地結束這場比賽。」中華民國總統蔡英文透過臉書表示：「我們都已經被妳(連)的拚戰精神所激勵，我們以妳為榮，更以妳為傲」。

## 2017巴庫柔道大滿貫賽
連珍羚在決賽擊敗杜塞道夫大獎賽的銅牌得主喬瓦娜·羅吉奇，成為中華隊史上第一位在大滿貫系列賽事中獲得金牌的選手。

## 生涯賽事成績

### 國際主要賽事成績
- 2005年亞洲青少年柔道錦標賽57公斤級銅牌
- 2007年亞洲青少年柔道錦標賽57公斤級銅牌
- 2010年亞洲運動會57公斤級銅牌
- 2010年亞洲柔道錦標賽57公斤級銅牌
- 2010年日本東京柔道大滿貫賽57公斤級銅牌
- 2012年亞洲柔道錦標賽57公斤級銀牌
- 2012年日本東京柔道大滿貫賽57公斤級銅牌
- 2013年夏季世界大學運動會57公斤級銅牌
- 2015年匈牙利布達佩斯柔道大獎賽57公斤級金牌
- 2015年亞洲柔道錦標賽57公斤級銀牌
- 2015年阿聯阿布達比大滿貫賽57公斤級銀牌
- 2015年南韓濟州柔道大獎賽57公斤級銅牌
- 2016年亞洲柔道錦標賽57公斤級銅牌
- 2016年德國杜賽道夫柔道大獎賽57公斤級銅牌
- 2017年亞塞拜然巴庫柔道大滿貫賽57公斤級金牌
- 2017年亞洲柔道錦標賽57公斤級銅牌
- 2018年亞洲運動會57公斤級銅牌
- 2018年俄羅斯葉卡捷琳堡柔道大滿貫賽57公斤級銀牌
- 2019年摩洛哥馬拉喀什柔道大獎賽57公斤級金牌
- 2019年俄羅斯葉卡捷琳堡柔道大滿貫賽57公斤級銀牌
- 2019年日本大阪柔道大滿貫賽57公斤級銀牌
- 2019年澳洲伯斯柔道大獎賽57公斤級銅牌
- 2021年烏茲別克塔什干柔道大滿貫賽57公斤級銀牌
- 2022年亞洲柔道錦標賽57公斤級銅牌
- 2022年亞洲運動會57公斤級金牌

### 其他國際賽事成績
- 2009年東亞運動會57公斤級銅牌
- 2015年捷克布拉格歐洲公開賽57公斤級優勝

### 國際賽事獎牌總計
| 賽事                 | 金牌 | 銀牌 | 銅牌 | 合計 |
| 柔道大獎賽           | 2    | 0    | 3    | 5    |
| 柔道大滿貫賽         | 1    | 5    | 2    | 8    |
| 亞洲柔道錦標賽       | 0    | 2    | 4    | 6    |
| 亞洲運動會           | 1    | 0    | 2    | 3    |
| 亞洲青少年柔道錦標賽 | 0    | 0    | 2    | 2    |
| 夏季世界大學運動會   | 0    | 0    | 1    | 1    |
| 合計                 | 4    | 7    | 14   | 25   |

## 外部連結
- 連珍羚在International Judo Federation（英语）
- 連珍羚在JudoInside.com（英语）
- 連珍羚在AllJudo.net（法语）
- 連珍羚在Olympics.com（英语）
- 連珍羚在Olympedia（英语）
- Yahoo日本 連珍羚人物介绍 （页面存档备份，存于）
- 日本小松 職業隊 部員 （页面存档备份，存于）
- 連珍羚 LIEN Chen-Ling的Facebook專頁
- 連珍羚 LIEN Chen-ling的Instagram帳戶